# Acanthurus nubilus
Acanthurus nubilus (Fowler e Bean, 1929) è un pesce osseo marino appartenente alla famiglia Acanthuridae.

## Distribuzione e habitat
L'areale della specie compre una parte dell'Indo-Pacifico centrale. Si trova prevalentemente nell'area tra l'Indonesia, le isole della Società e la Nuova Caledonia ma vi sono segnalazioni anche dalle Filippine, Pitcairn, le isole Marianne e le isole Australi. È una specie rara.
Vive lungo le cadute verticali delle scogliere, in zone battute dalle correnti, stazionando in acqua aperta lontano dal substrato. 
Il range batimetrico in cui si può incontrare va da 5 a 90 metri, di solito a profondità non superiori a 40 metri.

## Descrizione
Questa specie rispetto agli altri Acanthurus ha corpo piuttosto alto, quasi discoidale e appiattito lateralmente. La bocca è piccola; sul peduncolo caudale è presente una spina mobile molto tagliente. La pinna dorsale è unica e piuttosto lunga, di altezza leggermente crescente nella parte posteriore. La pinna anale è simile ma più corta. La pinna caudale ha forma lunata, con lobi appuntiti. La livrea dell'adulto è abbastanza anonima e questo fa sì che venga difficilmente notato dai subacquei. Il colore è grigio azzurro sulla testa e più scuro sul resto del corpo. La testa è coperta di piccoli punti da giallastri a scuri o perfino bluastri o violacei che si trasformano in sottili linee sinuose sul resto dell'animale e sulle pinne dorsale e anale. La pinna caudale è bianca.
Raggiunge i 26 cm di lunghezza.

## Biologia

### Alimentazione
Si nutre di zooplancton.

## Pesca
Viene catturato localmente per il consumo umano ed è oggetto anche di pesca sportiva. Sono riportati casi di ciguatera prodotti dal consumo di questa specie. Viene pescato anche per rifornire il mercato acquariofilo.

## Acquariofilia
È presente sul mercato acquariofilo.

## Conservazione
Questa specie non appare minacciata sebbene sia di rara occorrenza. Viene sfruttato dalla pesca a livello locale e dalla cattura di esemplari per il mercato acquariofilo ma questo prelievo non sembra aver ridotto le popolazioni. Per questo la Lista rossa IUCN classifica questa specie come "a rischio minimo".